# Yosuke Kobayashi
Yosuke Kobayashi (小林 陽介 Kobayashi Yosuke?), född 6 maj 1983 i Tokyo prefektur, är en japansk före detta fotbollsspelare.
Kobayashi började sin karriär 2002 i Urawa Reds. Efter Urawa Reds spelade han för Yokogawa Musashino, Roasso Kumamoto och Matsumoto Yamaga FC. Han avslutade karriären 2013.